# لیلی رشیدی
لیلی رشیدی (زادهٔ ۳۱ تیر ۱۳۵۲) بازیگر‌ اهل ایران است. او با مجموعهٔ تلویزیونی قصه‌های تابه‌تا در دهه هفتاد خورشیدی که برای کودکان ساخته شده بود، شناخته شد.

## زندگی شخصی
وی فرزند داوود رشیدی و احترام برومند و همچنین خواهرزادهٔ راضیه برومند و مرضیه برومند است. نیما بانکی بازیگر و کارگردان تبلیغاتی، همسر پیشین لیلی رشیدی بود. او یک فرزند پسر به نام سینا دارد. وی فارغ‌التحصیل مترجمی زبان فرانسه است. او فعالیت اصلی خود در سینما را با دلشدگان (۱۳۷۰، علی حاتمی) آغاز نمود.

## تئاتر
- پدر (آروند دشت‌آرای، ۱۴۰۱)
- مخاطب (جابر رمضانی، ۱۴۰۱)
- در انتظار گودو (امیررضا کوهستانی، ۱۴۰۰)
- بی تابستان (امیررضا کوهستانی، ۱۳۹۷)
- دکلره (مهدی کوشکی و صحرا فتحی، ۱۳۹۵)
- پرتقال‌های کال (صابر ابر، ۱۳۹۵)
- اسم (لیلی رشیدی، ۱۳۹۴)
- مسخ (نصیر ملکی جو، ۱۳۹۳)
- اسکلیگ و بچه‌های پرواز (محمد عاقبتی، ۱۳۹۱)
- آمدیم، نبودید، رفتیم (رضا حداد، ۱۳۹۰)
- پروفسور بوبوس (آتیلا پسیانی، ۱۳۸۹)
- پنجره‌ها (فرهاد آئیش، ۱۳۸۴)

## سینمایی

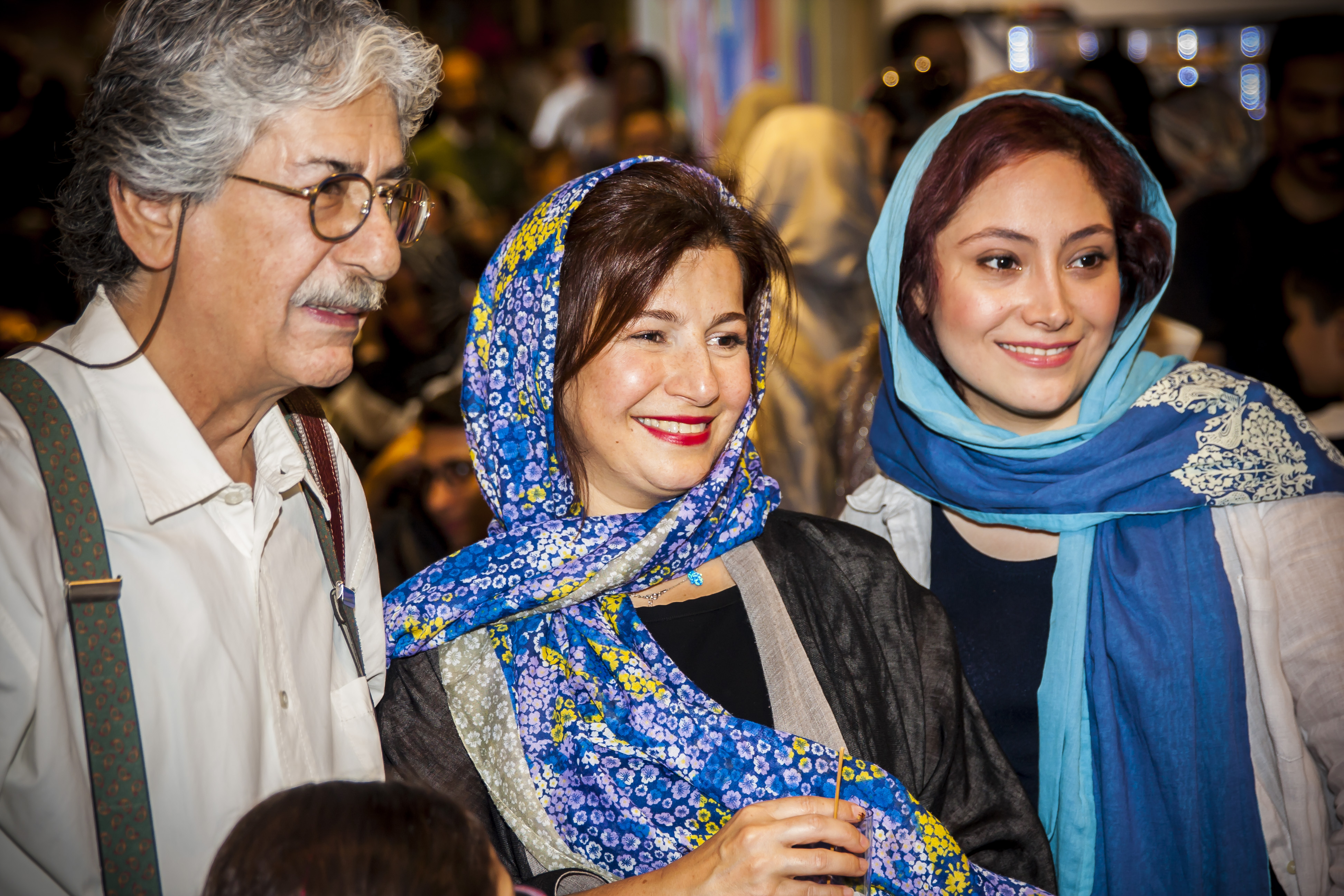
لیلی رشیدی و بهرام شاه‌محمدلو در جشن رونمایی شهر آی قصه - تابستان ۱۳۹۸

- بت (۱۴۰۳)
- آوا (۱۳۹۶)
- خوک (۱۳۹۶)
- جاده قدیم (۱۳۹۶)
- عرق سرد (۱۳۹۶)
- شهر موشها ۲ (صدای صورتی ۱۳۹۳)
- شیرین (۱۳۸۷)
- نوک برج (۱۳۸۴)
- دربه‌درها (۱۳۸۳)
- سیمای زنی در دوردست (۱۳۸۲)
- مربای شیرین (۱۳۸۰)
- دلشدگان (۱۳۷۰)

## تلویزیونی
| سال       | عنوان مجموعه                 | سمت           | کارگردان                  | توضیحات              |
| --------- | ---------------------------- | ------------- | ------------------------- | -------------------- |
| ۱۴۰۱      | شبکه مخفی زنان               | بازیگر        | افشین هاشمی               | پخش از پلتفرم نماوا  |
| ۱۴۰۱      | روزی روزگاری مریخ            | بازیگر        | محسن چگینی                | شبکه نمایش خانگی     |
| ۱۴۰۰      | مردم معمولی                  | بازیگر        | رامبد جوان                | شبکه نمایش خانگی     |
| ۱۳۹۷      | هیئت مدیره                   | بازیگر        | مازیار میری               | شبکه پنج             |
| ۱۳۹۱      | آب‌پریا                       | بازیگر        | مرضیه برومند              | شبکه دو              |
| ۱۳۸۶      | گذر میرزا                    | بازیگر        | محمد اعلمی                | شبکه دو              |
| ۱۳۸۳      | مهمان‌پذیر طوبی               | بازیگر        | علی شوقیان                |                      |
| ۱۳۸۲      | بانکی‌ها                      | بازیگر        | مهدی مظلومی               | شبکه دو              |
| ۱۳۸۲      | جزیره جادو                   | بازیگر        | سیامک شایقی               |                      |
| ۱۳۸۲–۱۳۸۱ | باغ بلور                     | بازیگر        | رامبد جوان                | پخش نشد              |
| ۱۳۸۰      | کارآگاه شمسی و دستیارش مادام | بازیگر میهمان | مرضیه برومند              | شبکه پنج             |
| ۱۳۸۰      | بدون شرح                     | بازیگر        | مهدی مظلومی               | شبکه سه              |
| ۱۳۷۹      | خسیس                         | بازیگر        | علی رفیعی                 |                      |
| ۱۳۷۹      | داستان‌های نوروز              | بازیگر        | مرضیه برومند              |                      |
| ۱۳۷۸–۱۳۸۳ | ماجراهای تقی جان             | بازیگر        | حسن پورشیرازی مرضیه محبوب | در چهار سری          |
| ۱۳۷۸      | همه بچه‌های من                | بازیگر        | مرضیه برومند              |                      |
| ۱۳۷۷      | هتل                          | بازیگر میهمان | مرضیه برومند              | اپیزود: بچه شبکه پنج |
| ۱۳۷۶      | گالری ۹                      | بازیگر        | غلامرضا رمضانی            | شبکه پنج             |
| ۱۳۷۵      | سرنخ                         | بازیگر        | کیومرث پوراحمد            |                      |
| ۱۳۷۳      | قصه‌های تابه‌تا                | بازیگر        | مرضیه برومند              | شبکه دو              |
| ۱۳۷۳      | برگی از زندگی                | بازیگر        | هرمز هدایت                |                      |
| ۱۳۶۲      | بچه‌ها بیدار، بچه‌ها هوشیار    | بازیگر        | مرضیه برومند              |                      |

## دیدگاه‌ها

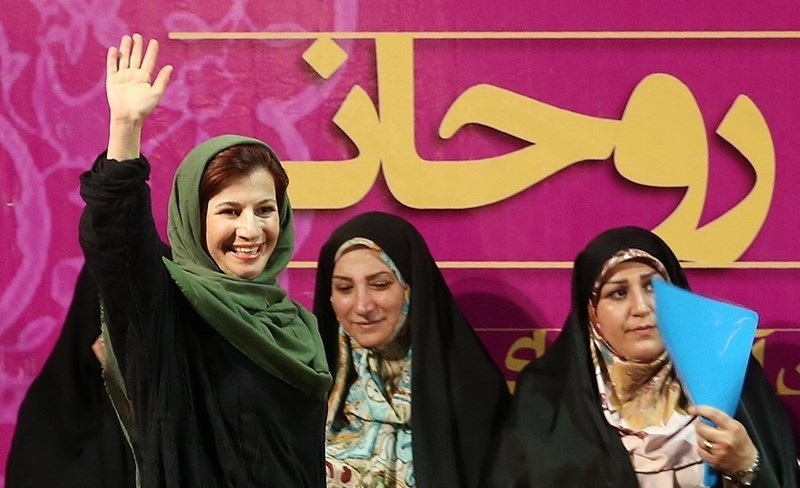
Hassan Rouhani women rally at Shahid Shiroudi Hall 10

رشیدی از جمله ۱۴۰ هنرمند ایرانی بود که با امضاء طوماری در مورخ ۲۲ خرداد ۱۳۹۲ همراه با سایر اصلاح‌طلبان و اعتدال‌گرایان ضمن قدردانی انصراف عارف به نفع روحانی از نامزدی حسن روحانی در انتخابات ریاست جمهوری ۱۳۹۲ حمایت علنی کرد.
او با انتشار پستی در اینستاگرام همراه با عکسی بدون حجاب اجباری از خود نوشت «من حرف خودم را خواهم زد.» او همچنین در این پست از هشتگ‌های زن زندگی آزادی و ترانه علیدوستی استفاده کرد. و پس از آن ممنوع‌الخروج و پاسپورتش در فرودگاه امام خمینی ضبط شد.